# Zombies Ate My Neighbors
Zombies Ate My Neighbors is een computerspel dat werd ontwikkeld door LucasArts en uitgegeven door Konami. Het spel kwam in 1993 uit voor de Sega Mega Drive en de SNES. Het spel werd uitgebracht in 1993. Het speelveld wordt isometrisch weergegeven. Aan het begin van het spel kan worden gekozen tussen een vrouwelijk en mannelijk personage, genaamd Zeke en Julia. De speler moet vechten tegen mummies, zombies, vampieren en andere enge wezens. Het doel is meer dan 50 levels te overleven en de buren te redden. Het spel kent ook een aantal bonuslevels. Het spel kan met twee spelers gespeeld worden. Het spel is voorzien van de nodige humor.

## Platforms
| Jaar | Platform              |
| ---- | --------------------- |
| 1993 | SNES, Sega Mega Drive |
| 2009 | Wii Virtual Console   |

## Ontvangst
| Beoordeeld door      | Platform            | Datum            | Score |
| -------------------- | ------------------- | ---------------- | ----- |
| Power Unlimited      | SNES                | december 1993    | 91%   |
| Nintendo Land        | SNES                | 2003             | 88%   |
| Sega Force           | Sega Mega Drive     | januari 1994     | 86%   |
| Retro Spirit Games   | SNES                | 2 november 2013  | 80%   |
| Nintendo Life        | Wii Virtual Console | 29 oktober 2009  | 80%   |
| High Score           | SNES                | mei 1994         | 80%   |
| Retrogaming History  | SNES                | 28 november 2008 | 80%   |
| Svenska Hemdatornytt | Sega Mega Drive     | maart 1994       | 80%   |
| Sega-16.com          | Sega Mega Drive     | 18 augustus 2005 | 80%   |
| Edge                 | SNES                | oktober 1993     | 60%   |

## Trivia
- Het spel is opgenomen in het boek 1001 Video Games You Must Play Before You Die van Tony Mott.